# Moja brunetka
Moja brunetka (ang My Favorite Brunette) – amerykański film z 1947 w reżyserii Elliotta Nugenta.

## Obsada
- Bob Hope jako Ronnie Jackson
- Dorothy Lamour jako baronowa Carlotta Montay
- Peter Lorre jako Kismet
- Lon Chaney Jr. jako Willie
- John Hoyt jako doktor Lundau
- Charles Dingle jako major Simon Montague
- Reginald Denny jako James Collins
- Frank Puglia jako baron Montay
- Ann Doran jako panna Rogers
- Willard Robertson jako strażnik Warden
- Jack La Rue jako Tony
- Charles Arnt jako Crawford
- Alan Ladd jako Sam McCloud (cameo)
- Bing Crosby jako kat Harry (cameo)